# Eleições estaduais no Rio Grande do Sul em 1970
As eleições estaduais no Rio Grande do Sul em 1970 aconteceram em duas etapas conforme previa o Ato Institucional Número Três e assim a eleição indireta do governador Euclides Triches e do vice-governador Edmar Fetter foi em 3 de outubro e a escolha dos senadores, Tarso Dutra e Daniel Krieger, bem como dos 26 deputados federais e 50 estaduais se deu em 15 de novembro a partir de um receituário aplicado aos 22 estados e aos territórios federais do Amapá, Rondônia e Roraima.
Nascido em Caxias do Sul, Euclides Triches ingressou na Escola Militar do Realengo em 1938 e dez anos depois formou-se em Engenharia Metalúrgica no atual Instituto Militar de Engenharia e integrou a Associação Brasileira de Metais, bem como o Clube Militar. Logo após formado trabalhou no Departamento de Fundição de Metais da Fábrica em Juiz de Fora. De volta ao Rio Grande do Sul serviu em Lagoa Vermelha e Bento Gonçalves. Reformado sob a patente de major em 1951, elegeu-se prefeito de sua cidade natal no mesmo ano via PSD e em 1955 assumiu a Secretaria de Obras Públicas no primeiro governo Ildo Meneghetti, cargo do qual se afastou por um breve período a fim de disputar a prefeitura de Porto Alegre sendo vencido por Leonel Brizola. Esteve a serviço do antigo Conselho Nacional de Pesquisas durante um ano em viagem à Europa retornando ao país a tempo de eleger-se deputado federal pelo PDC em 1962 e reeleger-se pela ARENA em 1966, já alinhado ao Regime Militar de 1964 que o escolheu governador do Rio Grande do Sul.
Por obra da Emenda Constitucional Número Um de 1969, todos os estados deveriam eleger seus vice-governadores, determinação cujo teor corrigiu uma singularidade na política gaúcha: a inexistência do referido cargo. Cabia então ao presidente da Assembleia Legislativa a missão de substituir o governador e desde 1947 houve vinte e dois deputados estaduais desempenharam tal papel, o último dos quais foi Otávio Germano. Para ocupar a vice-governadoria foi eleito Edmar Fetter. Antigo militante do PL, o único cargo público que ocupou foi a prefeitura de Pelotas após vencer a eleição pelo cargo via PSD, onde ficou até a criação da ARENA.

## Resultado da eleição para governador
Nesta eleição realizada pela Assembleia Legislativa do Rio Grande do Sul o total de votos apurados inclui apenas os da ARENA, exceto por Otávio Germano, presidente do legislativo estadual.
| Candidatos a governador do estado | Candidatos a vice-governador | Número | Coligação             | Votação | Percentual |
| --------------------------------- | ---------------------------- | ------ | --------------------- | ------- | ---------- |
| Euclides Triches ARENA            | Edmar Fetter ARENA           | -      | ARENA (sem coligação) | 25      | 100%       |

## Biografia dos senadores eleitos

### Tarso Dutra
O senador eleito com maior votação foi Tarso Dutra. Advogado natural de Porto Alegre e diplomado na Universidade Federal do Rio Grande do Sul, militou no Partido Republicano Liberal do Rio Grande do Sul até a extinção do mesmo por força do Estado Novo em 1937. Eleito deputado estadual via PSD em 1947, ajudou a elaborar a constituição estadual e a seguir foi eleito deputado federal em 1950, 1954, 1958, 1962 e 1966. Cogitado para o governo estadual, viu a ARENA escolher e eleger o nome de Peracchi Barcelos, todavia seu nome foi lembrado pelo presidente Costa e Silva que o nomeou ministro da Educação, cargo no qual assistiu à Passeata dos Cem Mil em 1968 e referendou o Ato Institucional Número Cinco.

### Daniel Krieger
Na disputa pela segunda cadeira de senador a vitória foi de Daniel Krieger. Advogado nascido em São Luiz Gonzaga e graduado na Universidade Federal do Rio Grande do Sul, prestou consultoria ao Instituto de Previdência do Rio Grande do Sul e foi promotor de justiça em Porto Alegre e Santo Antônio da Patrulha. Outrora funcionário do Banco do Estado do Rio Grande do Sul, esteve dentre os simpáticos à Revolução de 1930 até que os esbirros da mesma o levaram a romper com Getúlio Vargas. Com a queda do referido ditador animou-se a voltar à política, onde foi integrante do Partido Republicano Rio-grandense. Eleito deputado estadual pela UDN em 1947, amargou uma suplência de deputado federal no pleito seguinte, mas foi eleito senador em 1954 e 1962. Líder do governo Castelo Branco e da bancada udenista tornou-se, com a imposição do bipartidarismo, o primeiro presidente nacional da ARENA.

## Resultado da eleição para senador
Dados fornecidos pelo Tribunal Regional Eleitoral do Rio Grande do Sul que apurou 3.436.892 votos nominais (84,61%), 491.422 votos em branco (12,10%) e 133.750 votos nulos (3,29%) resultando no comparecimento de 4.062.064 eleitores.
| Candidatos a senador da República | Candidatos a suplente de senador | Número | Coligação             | Votação | Percentual |
| --------------------------------- | -------------------------------- | ------ | --------------------- | ------- | ---------- |
| Tarso Dutra ARENA                 | Heitor Galant ARENA              | -      | ARENA (sem coligação) | 929.461 | 27,04%     |
| Daniel Krieger ARENA              | Gay da Fonseca ARENA             | -      | ARENA (sem coligação) | 864.505 | 25,15%     |
| Paulo Brossard MDB                | Mario de Almeida Lima MDB        | -      | MDB (sem coligação)   | 833.630 | 24,26%     |
| Brochado da Rocha MDB             | Amadeu Weinmann MDB              | -      | MDB (sem coligação)   | 809.296 | 23,55%     |

## Deputados federais eleitos
São relacionados os candidatos eleitos com informações complementares da Câmara dos Deputados. 

Representação eleita
  ARENA: 14
  MDB: 12

| Deputados federais eleitos | Partido | Votação | Percentual | Cidade onde nasceu     | Unidade federativa |
| Sinval Guazzelli           | ARENA   | 87.243  |            | Vacaria                | Rio Grande do Sul  |
| Alceu Collares             | MDB     | 74.918  |            | Bagé                   | Rio Grande do Sul  |
| Antônio Bresolin           | MDB     | 71.923  |            | Cruz Alta              | Rio Grande do Sul  |
| Arnaldo Prieto             | ARENA   | 63.030  |            | São Francisco de Paula | Rio Grande do Sul  |
| Lauro Rodrigues            | MDB     | 56.454  |            | General Câmara         | Rio Grande do Sul  |
| Ary Alcântara              | ARENA   | 51.204  |            | Pelotas                | Rio Grande do Sul  |
| Alberto Hoffmann           | ARENA   | 49.855  |            | Ijuí                   | Rio Grande do Sul  |
| Lauro Leitão               | ARENA   | 49.525  |            | Soledade               | Rio Grande do Sul  |
| Célio Fernandes            | ARENA   | 48.643  |            | Porto Alegre           | Rio Grande do Sul  |
| Amaral de Souza            | ARENA   | 47.862  |            | Palmeira das Missões   | Rio Grande do Sul  |
| Vasco Amaro                | ARENA   | 42.806  |            | Pelotas                | Rio Grande do Sul  |
| Mário Mondino              | ARENA   | 38.790  |            | Uruguaiana             | Rio Grande do Sul  |
| Jairo Brum                 | MDB     | 38.722  |            | Guaporé                | Rio Grande do Sul  |
| Arlindo Kunzler            | ARENA   | 38.095  |            | Montenegro             | Rio Grande do Sul  |
| Aldo Fagundes              | MDB     | 37.956  |            | Alegrete               | Rio Grande do Sul  |
| Ariosto Jaeger             | ARENA   | 37.805  |            | Tupanciretã            | Rio Grande do Sul  |
| Clóvis Stenzel             | ARENA   | 34.817  |            | Osório                 | Rio Grande do Sul  |
| Nadir Rosseti              | MDB     | 34.371  |            | São Francisco de Paula | Rio Grande do Sul  |
| Vítor Issler               | MDB     | 34.313  |            | Passo Fundo            | Rio Grande do Sul  |
| Daniel Faraco              | ARENA   | 33.870  |            | Florianópolis          | Santa Catarina     |
| Cid Furtado                | ARENA   | 33.839  |            | Pelotas                | Rio Grande do Sul  |
| Getúlio Dias               | MDB     | 32.219  |            | Pelotas                | Rio Grande do Sul  |
| Harry Sauer                | MDB     | 30.557  |            | Taquara                | Rio Grande do Sul  |
| José Mandelli Filho        | MDB     | 30.369  |            | Bento Gonçalves        | Rio Grande do Sul  |
| Amaury Müller              | MDB     | 28.711  |            | Cruz Alta              | Rio Grande do Sul  |
| Eloy Lenzi                 | MDB     | 25.108  |            | Lagoa Vermelha         | Rio Grande do Sul  |

## Deputados estaduais eleitos
Das 50 cadeiras da Assembleia Legislativa do Rio Grande do Sul a ARENA por conseguiu 27 e o MDB 23.

Representação eleita
  ARENA: 27
  MDB: 23

Fonteː
| Deputados estaduais eleitos | Partido | Votação | Percentual | Cidade onde nasceu   | Unidade federativa |
| Pedro Simon                 | MDB     | 61.944  |            | Caxias do Sul        | Rio Grande do Sul  |
| Otávio Germano              | ARENA   | 37.094  |            | Cachoeira do Sul     | Rio Grande do Sul  |
| Victor Faccioni             | ARENA   | 35.864  |            | Caxias do Sul        | Rio Grande do Sul  |
| Alexandre Machado da Silva  | ARENA   | 34.477  |            | Arroio Grande        | Rio Grande do Sul  |
| Rubem Scheid                | ARENA   | 31.005  |            | Serafina Corrêa      | Rio Grande do Sul  |
| Fernando Gonçalves          | ARENA   | 28.768  |            | Palmeira das Missões | Rio Grande do Sul  |
| Getúlio Marcantônio         | ARENA   | 27.304  |            | São Pedro do Sul     | Rio Grande do Sul  |
| Antônio Carlos Rosa Flores  | MDB     | 26.783  |            | Montenegro           | Rio Grande do Sul  |
| Nelson Marchezan            | ARENA   | 26.748  |            | Santa Maria          | Rio Grande do Sul  |
| Hed Santos Borges           | ARENA   | 25.579  |            | Soledade             | Rio Grande do Sul  |
| Francisco Solano Borges     | ARENA   | 25.541  |            | Santa Maria          | Rio Grande do Sul  |
| Suely Gomes de Oliveira     | MDB     | 23.466  |            | Osório               | Rio Grande do Sul  |
| José Hugo Mardini           | ARENA   | 23.368  |            | Porto Alegre         | Rio Grande do Sul  |
| Lino Zardo                  | MDB     | 22.095  |            | Nova Prata           | Rio Grande do Sul  |
| João Alves Osório           | ARENA   | 21.811  |            | Dom Feliciano        | Rio Grande do Sul  |
| Celso Testa                 | MDB     | 21.609  |            | Passo Fundo          | Rio Grande do Sul  |
| Silverius Kist              | ARENA   | 20.391  |            | Santa Cruz do Sul    | Rio Grande do Sul  |
| André Nivaldo Jager Soares  | MDB     | 20.342  |            | Uruguaiana           | Rio Grande do Sul  |
| Carlos Giacomazzi           | MDB     | 19.724  |            | Erechim              | Rio Grande do Sul  |
| Martins Avelino Santini     | ARENA   | 19.314  |            | Novo Hamburgo        | Rio Grande do Sul  |
| Rubi Mathias Diehl          | ARENA   | 19.086  |            | Viamão               | Rio Grande do Sul  |
| Celestino Granato Goulart   | ARENA   | 18.471  |            | Bagé                 | Rio Grande do Sul  |
| Waldir Walter               | MDB     | 18.303  |            | Santa Maria          | Rio Grande do Sul  |
| Augusto Trein               | ARENA   | 18.139  |            | Passo Fundo          | Rio Grande do Sul  |
| Nolly Joner                 | MDB     | 18.061  |            | Barra do Ribeiro     | Rio Grande do Sul  |
| Aluízio Paraguassu Ferreira | MDB     | 17.622  |            | Porto Alegre         | Rio Grande do Sul  |
| Adolfo Puggina              | ARENA   | 17.553  |            | Rio Grande           | Rio Grande do Sul  |
| José Pederzolli Sobrinho    | ARENA   | 17.529  |            | Rosário do Sul       | Rio Grande do Sul  |
| Ivo Sprandel                | MDB     | 17.271  |            | Santo Augusto        | Rio Grande do Sul  |
| Rodolfo Rospide Netto       | MDB     | 17.093  |            | Iraí                 | Rio Grande do Sul  |
| Carlos da Silva Santos      | MDB     | 17.069  |            | Rio Grande           | Rio Grande do Sul  |
| João Carlos Gastal          | MDB     | 16.632  |            | Pelotas              | Rio Grande do Sul  |
| Júlio Brunelli              | ARENA   | 16.400  |            | Porto Alegre         | Rio Grande do Sul  |
| Valdir Antônio Lopes        | MDB     | 16.320  |            | Porto Alegre         | Rio Grande do Sul  |
| Moisés Velasquez            | MDB     | 16.317  |            | Pinheiro Machado     | Rio Grande do Sul  |
| Urbano Alves de Moraes      | ARENA   | 15.411  |            | São Pedro do Sul     | Rio Grande do Sul  |
| Lidovino Antônio Fanton     | MDB     | 15.037  |            | Farroupilha          | Rio Grande do Sul  |
| Edgar Marques de Mattos     | MDB     | 14.732  |            | Capela de Santana    | Rio Grande do Sul  |
| Alcides Costa               | MDB     | 14.686  |            | Palmares do Sul      | Rio Grande do Sul  |
| Elton Fensterseifer         | MDB     | 14.498  |            | Roca Sales           | Rio Grande do Sul  |
| Lélio Souza                 | MDB     | 14.419  |            | Rosário do Sul       | Rio Grande do Sul  |
| Pedro Américo Leal          | ARENA   | 14.377  |            | Rio de Janeiro       | Rio de Janeiro     |
| Amarílio Borges Moreira     | MDB     | 13.942  |            | Alegrete             | Rio Grande do Sul  |
| Romeu Roese Scheibe         | ARENA   | 13.556  |            | Lajeado              | Rio Grande do Sul  |
| Oscar Westendorff           | ARENA   | 13.337  |            | São Lourenço do Sul  | Rio Grande do Sul  |
| Pedro Afonso Anschau        | ARENA   | 13.305  |            | Três Passos          | Rio Grande do Sul  |
| Firmino Girardello          | ARENA   | 13.193  |            | Cerro Largo          | Rio Grande do Sul  |
| Aristides Bertuol           | MDB     | 13.145  |            | Bento Gonçalves      | Rio Grande do Sul  |
| Affonso dos Santos Tacques  | ARENA   | 13.013  |            | Palmeira das Missões | Rio Grande do Sul  |
| Antonino Fornari            | ARENA   | 12.999  |            | Arroio do Meio       | Rio Grande do Sul  |